# Liste der Baudenkmäler in Leopoldshöhe
Die Liste der Baudenkmäler in Leopoldshöhe enthält die denkmalgeschützten Bauwerke auf dem Gebiet der Gemeinde Leopoldshöhe im Kreis Lippe in Nordrhein-Westfalen (Stand: April 2024). Diese Baudenkmäler sind in der Denkmalliste der Gemeinde Leopoldshöhe eingetragen; Grundlage für die Aufnahme ist das Denkmalschutzgesetz Nordrhein-Westfalen (DSchG NRW).

| Bild                                        | Bezeichnung                                 | Lage                                          | Beschreibung | Bauzeit                                                            | Eingetragen seit  | Denkmal- nummer |
| ------------------------------------------- | ------------------------------------------- | --------------------------------------------- | --- | ------------------------------------------------------------------ | ----------------- | --------------- |
| Evangelisch-reformierte Kirche Leopoldshöhe | Evangelisch-reformierte Kirche Leopoldshöhe | Leopoldshöhe Kirchweg 3 Karte                 | 1850–51 als Emporenkirche in neugotischen Formen im Zentrum des Ortsteils Leopoldshöhe errichtet. Baumeister Ferdinand Ludwig August Merckel | 1850–1851                                                          | 11. April 1983    | 1               |
| weitere Bilder                              | Wasserschloss Gut Eckendorf                 | Schuckenbaum Bielefelder Straße 221-225 Karte | Kleine adlige Wasseranlage, mehr-flügeliges Herrenhaus aus mehreren Bauphasen, Beleg für die Wohnkultur des 18. und 19. Jahrhunderts | 18. und 19. Jahrhundert, erste Erwähnung 1036                      | 11. April 1983    | 2               |
| weitere Bilder                              | Gut Niederbarkhausen                        | Asemissen Niederbarkhausen Karte              | Das adlige Haus Niederbarkhausen datiert in die Anfänge des geschichtlichen Werdens der heutigen politischen Gemeinde Leopoldshöhe zurück und ist eines ihrer ältesten baulichen Zeugnisse. Die bauliche Anlage ist ein Zeugnis der Bauweise des Westfälisch-Lippischen Adels | Flucht- und Wehrturm aus dem 14. Jahrhundert. Erste Erwähnung 1036 | 11. April 1983    | 3               |
| Hof Sielemann                               | Hof Sielemann                               | Leopoldshöhe Herforder Straße 35 Karte        | Massives Haupthaus als stattliches klassizistisches Längsdeelenhaus. Eingefriedeter bäuerlicher Garten mit auf die Baulichkeit bezogenem Baumbestand. |                                                                    | 11. April 1983    | 4               |
| weitere Bilder                              | Der Heimathof                               | Leopoldshöhe Zum Heimathof 14 Karte           | Schlichter Vierständer-Fachwerkbau von 1793; ursprünglich Durchgangsdeelenhaus mit eingebauter Rauchkammer im Deelenbereich hinter dem Wohnteil und mit niedrigem Erd- und Zwischengeschoss beiderseits der Deele | 1793                                                               | 24. Februar 1987  | 5               |
| weitere Bilder                              | ehemalige Domäne Dahlhausen                 | Greste Dalhauser Straße 20 Karte              | Anlage eines ehemaligen Rittergutes und nachmalig Domäne, bestehend aus dem Herrenhaus des 18. Jahrhunderts, dem Hauptbau des Wirtschaftshofes aus dem späten 16. Jahrhundert, dem Zehnthaus von 1701. Alle 3 Gebäude in alter Gartensituation und Zuwegung | ab dem späten 16. Jahrhundert                                      | 22. Dezember 1986 | 6               |
| Trafo-Station Schuckenbaum                  | Trafo-Station Schuckenbaum                  | Schuckenbaum Herforder Straße Karte           | Transformatorengebäude, quadratischer Grundriss, glatt geputzt mit Sinszone unterhalb der Stromeinführung unter Satteldach mit geschweiften Abgängen |                                                                    | 13. Mai 1987      | 7               |
| weitere Bilder                              | Fachwerkhaus Grester Straße                 | Greste Grester Straße 234 Karte               | Ehemalige Leibzucht, kleiner Vierständer-Fachwerkbau mit Mitteldeele, Torbogen mit Inschrift. Landschaftsprõgender Bestandteil des Ortskerns von Leibzucht des frühen 19. Jahrhunderts. | 1808                                                               | 1. Juni 1988      | 8               |
| Hofanlage Evenhausen                        | Hofanlage Evenhausen                        | Greste Evenhausen 37 Karte                    | Haupthaus: stattlicher Vierständer-Bau, erbaut laut Torbogen-Inschrift 1780; Scheune: Vierständerbau von 22 Gebinden Länge; Schweinehaus: erbaut 1904, Backstein verputzt; Speicher/Backhaus: kleiner Fachwerkbau von 9 Gebinden Länge | ab 1780                                                            | 23. Dezember 1988 | 9               |
| Flurrelikte                                 | Flurrelikte                                 | Schuckenbaum Am Rottfeld Karte                | Ausgedehntes System von 120 bis 140 m langen Wölbäckern in zwei Gruppen, die von einem Streifen von 18 bis 20 m langen Wölbäckern und durch niedrige Erdwälle getrennt sind. Die Äcker sind 13–18 m breit und erreichen bis zu 0,30 m Höhe |                                                                    | 6. November 1995  | 10              |
| Siedlungsplatz und Friedhof                 | Siedlungsplatz und Friedhof                 | Bechterdissen Döldissen Karte                 | Siedlungsplatz der Römischen Kaiserzeit und frühmittelalterlicher Friedhof. Die durch Ausgrabungen nachgewiesenen Siedlungsspuren und Gräber sind obertätig nicht sichtbar, unter Flur jedoch erhalten. | Cheruskerzeit                                                      | 6. November 1995  | 11              |
| weitere Bilder                              | Hof Ermgassen: Bauernhaus und Schafscheune  | Greste Grester Straße 212a Karte              | a) Bauernhaus, bezeichnet 1781 Großer Vierständerbau von 21 Fachen mit eingehälsten Dachbalken und Sparrenschwelle auf verputztem Natursteinsockel. Giebeldreiecke aufprofilierten Balkenköpfen dreifach vorkragend mit Rähminschriften. | 1781                                                               | 17. Dezember 1996 | 12              |
| Bruchsteinhaus                              | Bruchsteinhaus                              | Greste Grester Straße 246a Karte              | 1. Bruchsteinhaus, errichtet im Jahre 1912. Löwenrelief über dem Hauseingang, Deckengemälde im Eingangsflur mit allegorischen Darstellungen von Weisheit, Schönheit und Reichtum. Im rückwärtigen Hausteil Längsflur, von dort bauzeitliche Treppe zum Obergeschoss. | 1912                                                               | 13. Juli 1998     | 13              |
| weitere Bilder                              | Fachwerkhaus Bruchweg 10                    | Asemissen Bruchweg 10 Karte                   | Anlage eines ehemaligen Rittergutes und nachmaliger Domäne, bestehend aus dem Herrenhaus des 18. Jahrhunderts, dem Hauptbau des Wirtschaftshofes aus dem späten 16. Jahrhundert, dem Zehnthaus von 1701. | spätes 16. Jahrhundert und 1701                                    | 28. Oktober 1986  | 14              |
| gelöscht                                    | gelöscht                                    | Asemissen B66/Detmolder Straße Karte          | Meilen- und Grenzstein auf quadratischem Sockel mit den Wappen der ehemaligen Freistaaten Lippe und Preußen. Der Grenzstein wurde im Rahmen des Ausbaues der Bundesstraße 66 im August 2017 um ca. 20 m auf Bielefelder Gebiet versetzt. Zudem wurde er aus der Leopoldshöher Denkmalliste gelöscht. |                                                                    | 4. Januar 1988    | 15              |
| Fachwerkhaus                                | Fachwerkhaus                                | Schuckenbaum Schackenburger Straße 78a Karte  | Kleiner Vierständer-Fachwerkbau aus der Zeit um 1830/35 mit Mitteldeele, 6 Gebinde lang | 1830/35                                                            | 15. November 1989 | 16              |
| weitere Bilder                              | Meisenhaus auf Gut Hovedissen               | Schuckenbaum Hovedisser Straße 72b Karte      | Der ehemalige Meisenhof, das so genannte Vorwerk des nördlich gelegenen Gutes Hovedissen, war ursprünglich eine große Hofanlage, von der heute noch drei Gebäude stehen. Unter Denkmalschutz steht nur das Vierständer-Längsdielenhaus von 1643 mit Erweiterung von 1717. Es ist bedeutend für die Geschichte der Menschen im westlichen Kreis Lippe, weil es zur ältesten Bestandsschicht der Bauernhäuser gehört. Außerdem ist es bedeutend für die Entwicklung der landwirtschaftlichen Arbeits- und Produktionsverhältnisse seit der Zeit des Dreißigjährigen Krieges. | 1643                                                               | 8. Februar 2013   | 17              |
| weitere Bilder                              | Hof Hilker / Mohn                           | Greste Dorfstraße 100a Karte                  | Hofanlage, bestehend aus Wohnhaus, Scheune, Stall und (Hühner-)Stallgebäude. Das Wohnhaus wurde vermutlich von Gustav Meßmann entworfen. |                                                                    | 16. Januar 2015   | 18              |